# Abdelkader Djeghloul
Abdelkader Djeghloul (1946-2010) est un sociologue franco-algérien dont les nombreux écrits témoignent de son analyse de la société algérienne sous les angles épistémologique, philosophique, sociologique et historique avant et après l'indépendance mais également critique littéraire de la littérature indigène.

## Biographie
Né le 27 décembre 1946 à Rennes en France, de mère bretonne et de père algérien, il prend le nom de son père Djeghloul qu'un administrateur zélé de l'état civil avait attribué à son père en 1920 alors que son grand-père s'appelait Benchergui. Après Rennes, Poitiers et Auch en France, sa famille rejoint en Algérie, El-Asnam, Constantine, Tiaret et enfin Oran en 1962 où Abdelkader obtient son bac en 1964 et y suit des études universitaires de lettres et de droit. Il change d'orientation et de ville, en l'occurrence Alger, pour obtenir le diplôme d'études supérieures (DES) en philosophie en 1970 et passe un doctorat de 3em cycle en sociologie à la faculté des sciences sociales de Paris I en 1972.
Revenu à Oran pour enseigner la sociologie à l'université, il encadre les diplômés d'études approfondies (DEA) et les premiers magisters en Algérie dès 1977. Il crée et dirige le CRIDISSH (Centre de recherche et de documentation des sciences sociales et humaines) à Oran au début des années 1980, centre universitaire de recherche en sciences sociales, premier du genre en Algérie, la ville d'Alger étant sujettes à cette période à de graves tensions liées aux politiques d'arabisation et aux lendemains répressifs du Printemps berbère.
La suite de sa carrière se fait également en France lorsqu'il obtiendra une bourse d'études pour poursuivre ses recherches sociologiques et philosophiques tant actuelles qu'historiques. Pendant cette période, il collabore à l'hebdomadaire de l'Amicale des Algériens en Europe dont il dirige la rédaction de 1985 à 1988.
Il revient à Oran en 1997 pour reprendre l'enseignement à l'université et donner des conférences jusqu'à devenir conseiller du Président de la République d'Algérie durant les dernières années de sa vie. Il décède le 20 avril 2010 à Rabat à l'âge de 64 ans.

## Publications
Abdelkader Djeghloul publie en 1978 une analyse sociologique de l'histoire de l'Algérie des XIXe et XXe siècles avec la collaboration de l'historien Tayeb Chentouf.
Il publie en 1984 (coll.Patrimoine, Alger, ENAL) un recueil Éléments d'histoire culturelle algérienne destiné au grand public, études préalablement parues dans l'hebdomadaire Algérie Actualités.
Il porte ses études sur des auteurs algériens, dans le domaine du théâtre (Allalou et Rachid Ksentini) et dans le domaine littéraire (Ibn Kheldoun, ENAL, Alger, 1984) ainsi que huit études sur l'Algérie (ENAL, Alger, 1986).
En 2001, il publie Lettres pour l'Algérie (ANEP) puis en 2004 Nouvelles lettres pour l'Algérie (Dar El Gharb, Oran) ainsi qu'un ouvrage en deux tomes Pour un regard national chez Dar El Gharb en 2005 (Tome 1 : D’El Djazaïr à EL DJAZAIR …en passant par l’Algérie ; tome 2 : De Hamdan Khodja à Kateb Yacine).
En 2009, il publie Tahar Djaout, "fragments d’itinéraire journalistique", aux éditions Alpha.